# Schwabenalter
Schwabenalter (la 'edad [idónea] de un suabo') se refiere a un término de la cultura popular de Suabia que se aplica a cuando un suabo (ciudadano de Suabia/Alemania) alcanza los cuarenta años de edad. Entonces de acuerdo al mito popular, se dice que el suabo se vuelve listo o bien sabio a la edad de 40 años. Indirectamente se les atribuyen a los suabos el ser tardíos. Cuando un suabo cumple el cuadragésimo aniversario, en Baden-Wurtemberg y Suabia bávara (Bayerisch-Schwaben) es habitual aludir a la sabiduría y sensatez que empieza de repente. Por eso, se celebra el aniversario de cuarenta años de una manera especial.
Como muchas suposiciones que aluden a las habilidades intelectuales y características de un pueblo, también la edad del suabo (“Schwabenalter”) tiene una larga historia.
El etnólogo Johannes Böhm (1490-1533) escribió en su publicación de 1521 "omnium gentium mores et ritus" ('costumbres y tradiciones de los pueblos') acerca de los suabos: “Sero respicunt”, es decir, 'entienden tarde', y explicó así el prejuicio que se conservado durante siglos.
En 1781, el berlinés Friedrich Nicolai escribió  que el carácter de los suabos se malinterpretaba injustamente. Él les atribuía tranquilidad, satisfacción y calma y además cierta ingenuidad y un carácter cándido, que no tiene nada de picardía, ni tampoco lo suponen de los demás. En consecuencia, un suabo no saca provecho para sí mismo. Pero esto se interpretaba como torpeza de parte de los suabos. Por eso, el refrán popular, según el cual los suabos al cumplir los cincuenta (¡!) años se vuelven listos, no significa esto un desarrollo retardado de sus habilidades intelectuales, sino que no le sacan el suficiente partido a su facultad intelectual hasta muy tarde.
Las alusiones frecuentes, en las que se citan los suabos como torpes o tontos, y a la "edad del suabo" (“Schwabenalter”) (“A Schwob wird erschd mit vierzig gescheid” 'Un suabo será listo a los cuarenta años') han sido modificadas por el anexo (...und andre ned en Ewigkeit” '...y otros nunca').
Cabe destacar que los suabos asumían la burla inicial sobre ellos y la convertían en algo positivo además de que solían vengarse por estas novatadas (recogido de la biblia). Las figuras y denominaciones burlonas se convirtieron en símbolos de identificación suabos (hazaña suaba, los siete suabos).
- Datos: Q251279